# فان (هلندی)
فان (به هلندی:Van ; تلفظ هلندی: [fɑn] ()</img>) یک پیشوند بسیار رایج در نام‌های خانوادگی هلندی زبان است که به عنوان وند نام خانوادگی شناخته می‌شود. در این موارد تقریباً این وند همیشه به محل نشات گرفتن یا سکونت اجداد مشخص و اغلب بسیار دور اشاره دارد. برای مثال، لودویگ فان بتهوون "از بتنهوون " و رامبرانت فان راین "از راین ".  فان در زبان‌های هلندی و آفریکانسی نیز یک حرف اضافه، به معنای «از» یا «اهل» بسته به بافت (شبیه به da , de و di در زبان‌های رومی) است.

## یادداشت
1. ↑  با این که رامبرانت در واقع نزدیک به راین زاده شده بود، او این نام را از پدرش که از قبل دارای آن بود به ارث برد. فان بتهوون نه در بتنهوون زیست نه زاده آن بود، اما احتمالاً یکی از اجداد پدریش بود. این قبیل نامها اغلب قرنها به عقب برمی گردند و ممکن است عناوینی باشند که بر خود اعمال می‌کرده‌اند و فرزندان بعداً آنها را به ارث برده‌اند.
.